# Saison 4 de Call Me Fitz
Chronologie
Saison 3
Cet article présente les dix épisodes de la quatrième et dernière saison de la série télévisée canadienne Call Me Fitz.

## Synopsis
Richard « Fitz » Fitzpatrick est un vendeur de voitures d’occasions dont la vie va changer avec l’arrivée d’un nouveau vendeur, le bien-pensant Larry, qui se prétend être la conscience de Fitz, et qui va devenir son alter ego.

## Distribution

### Acteurs principaux
- Jason Priestley (V. F. ; V. Q. : Martin Watier) : Richard « Fitz » Fitzpatrick
- Ernie Grunwald (en) (V. F. ; V. Q. : Frédéric Paquet) : Larry
- Peter MacNeill (V. F. ; V. Q. : Vincent Davy) : Ken Fitzpatrick
- Kathleen Munroe (V. F. ; V. Q. : Mélanie Laberge) : Ali Devon
- Tracy Dawson (V. F. ; V. Q. : Manon Leblanc) : Meghan Fitzpatrick
- Donavon Stinson (V. F. ; V. Q. : Louis-Philippe Dandenault) : Josh McTaggart
- Brooke Nevin (V. F. ; V. Q. : Ariane-Li Simard-Côté) : Sonja Lester

### Acteurs récurrents
- Michael Gross : Pat Childs

## Production
Le 30 avril 2012, la série a été renouvelée pour une quatrième saison de dix épisodes.
Cette saison a été diffusée sur les chaînes canadiennes Movie Central et The Movie Network.

### Casting
L'acteur Michael Gross (vu dans Larry et son nombril, Drop Dead Diva, How I Met Your Mother ou Psych : Enquêteur malgré lui) a obtenu un rôle récurrent lors de la quatrième saison de la série.

## Liste des épisodes

### Épisode 1: Alice ne vit plus ici
- Canada : 7 octobre 2013 sur Movie Central / The Movie Network[5],[2]

### Épisode 2: Le premier bordel du bébé
- Canada : 14 octobre 2013 sur Movie Central / The Movie Network

### Épisode 3: Où est passé ce poupon?
- Canada : 21 octobre 2013 sur Movie Central / The Movie Network

### Épisode 4: Le coup du Polanski
- Canada : 28 octobre 2013 sur Movie Central / The Movie Network

### Épisode 5:  Soirée bien arrosée et disparition inexpliquée
- Canada : 4 novembre 2013 sur Movie Central / The Movie Network

### Épisode 6:  O-rigines
- Canada : 11 novembre 2013 sur Movie Central / The Movie Network

### Épisode 7:  Le dur constat de la vérité
- Canada : 18 novembre 2013 sur Movie Central / The Movie Network

### Épisode 8:  Amour fraternel
- Canada : 25 novembre 2013 sur Movie Central / The Movie Network

### Épisode 9:  Noël chez les Fitzpatrick, première partie
- Canada : 2 décembre 2013 sur Movie Central / The Movie Network

### Épisode 10:  Noël chez les Fitzpatrick, deuxième partie
- Canada : 2 décembre 2013 sur Movie Central / The Movie Network[2]